# Championnat des îles Vierges britanniques de football 2022-2023
Navigation
Édition précédente Édition suivante
La saison 2022-2023 du championnat des îles Vierges britanniques de football est la onzième édition de la BVIFA Football League, le championnat de première division des îles Vierges britanniques.
Les Sugar Boys (en), double tenants du titre, fait face aux dix meilleures équipes des îles Vierges britanniques. Le Positive FC s'ajoute à la ligue pour cette édition. Après la onzième journée, le club de One Caribbean quitte la compétition, par exclusion ou retrait volontaire, après cinq forfaits au cours des premières journées de la saison.
Au terme du calendrier, One Love United (en) remporte le deuxième titre de son histoire, quatre points devant les Sugar Boys.

## Équipes participantes
| \| Road Town : Islanders FC Old Madrid One Caribbean One Love United Panthers FC Rebels FC Wolues FC Spanish Town : Lion Heart Sugar Boys Virgin Gorda United Road Town Spanish Town \| Localisation des équipes engagées. |
| Road Town : Islanders FC Old Madrid One Caribbean One Love United Panthers FC Rebels FC Wolues FC Spanish Town : Lion Heart Sugar Boys Virgin Gorda United Road Town Spanish Town                                          |

| Équipe               | Classement 2021-2022 | Ville        | Stade                          |
| -------------------- | -------------------- | ------------ | ------------------------------ |
| Sugar Boys (en)      | Champion             | Spanish Town | Virgin Gorda Recreation Ground |
| Panthers FC (en)     | 2e                   | Road Town    | Sherly Ground                  |
| Wolues FC (en)       | 3e                   | Road Town    | Sherly Ground                  |
| Rebels FC (en)       | 4e                   | Road Town    | Sherly Ground                  |
| Virgin Gorda United  | 5e                   | Spanish Town | Virgin Gorda Recreation Ground |
| One Love United (en) | 6e                   | Road Town    | Sherly Ground                  |
| Islanders FC         | 7e                   | Road Town    | Sherly Ground                  |
| Lion Heart           | 8e                   | Spanish Town | Virgin Gorda Recreation Ground |
| Old Madrid (en)      | 9e                   | Road Town    | Sherly Ground                  |
| One Caribbean        | 10e                  | Road Town    | Sherly Ground                  |
| Positive FC          | Nouvelle équipe      | Inconnu      | Inconnu                        |

Légende des couleurs
- Tenant du titre
- Nouvelle équipe

## Compétition

### Classement
Après onze journées de championnat, One Caribbean quitte la ligue, par exclusion ou retrait volontaire.
Les onze équipes s'affrontent à deux reprises.
Le barème de points servant à établir le classement se décompose ainsi :
- Victoire : 3 points
- Match nul : 1 point
- Défaite : 0 point

| Rang | Équipe               | Pts | J  | G  | N | P  | Bp | Bc  | Diff |
| ---- | -------------------- | --- | -- | -- | - | -- | -- | --- | ---- |
| 1    | One Love United (en) | 49  | 19 | 16 | 1 | 2  | 81 | 19  | +62  |
| 2    | Sugar Boys (en) T    | 45  | 19 | 14 | 3 | 2  | 59 | 26  | +33  |
| 3    | Wolues FC (en)       | 41  | 19 | 12 | 5 | 2  | 81 | 29  | +52  |
| 4    | Virgin Gorda United  | 37  | 19 | 11 | 4 | 4  | 71 | 27  | +44  |
| 4    | Rebels FC (en)       | 35  | 19 | 11 | 2 | 6  | 84 | 34  | +50  |
| 6    | Lion Heart           | 29  | 19 | 9  | 2 | 8  | 45 | 32  | +13  |
| 7    | Panthers FC (en)     | 22  | 19 | 7  | 1 | 11 | 54 | 55  | -1   |
| 8    | Islanders FC         | 21  | 19 | 7  | 0 | 12 | 30 | 38  | -8   |
| 9    | Old Madrid (en)      | 6   | 19 | 2  | 0 | 17 | 18 | 112 | -94  |
| 10   | Positive FC P        | 3   | 19 | 1  | 0 | 18 | 19 | 158 | -139 |
| 11   | One Caribbean        | 3   | 10 | 1  | 0 | 9  | 19 | 31  | -12  |

|  | Champion des îles Vierges britanniques 2022-2023 |
|  | T : Tenant du titre P : Nouvelle équipe          |

## Bilan de la saison
| Championnat des îles Vierges britanniques de football 2022-2023 |                                 |
| Champion                                                        | One Love United (en) (2e titre) |
| Dauphin                                                         | Sugar Boys (en)                 |
| Qualifications continentales                                    |                                 |
| À déterminer                                                    | À déterminer                    |